# مروان الحلبي
مروان جميل الحلبي طبيب نسائية وخبير طبي وسياسي سوري يشغل منصب وزير التعليم العالي والبحث العلمي في حكومة أحمد الشرع منذ 29 آذار 2025.

## حياته المبكرة وتعليمه
وُلد الحلبي عام ١٩٦٤ في محافظة القنيطرة، جنوب غرب سوريا.
حصل على عدة شهادات في المجال الطبي. حصل على دكتوراه في الطب من جامعة دمشق عام ١٩٨٧، ثم البورد السوري في التوليد وأمراض النساء من وزارة الصحة عام ١٩٩٠. وفي عام ١٩٩١، أكمل ماجستير العلوم في التوليد وأمراض النساء من جامعة دمشق. كما تابع الحلبي تعليمه في فرنسا، حيث حصل على دبلوم جامعي في تقنيات التوليد الحديثة من جامعة فرانش كونتيه عام ١٩٩٦، بالإضافة إلى دبلوم جامعي في علم الأحياء التطبيقي للإخصاب من الجامعة نفسها في ذلك العام. بالإضافة إلى ذلك، حصل على شهادة متخصصة متقدمة في أمراض النساء والتوليد من جامعة كلود برنارد في عام 1997 وشهادة متخصصة متقدمة في طب الخصوبة من جامعة فرانش كونتيه في عام 1998. وفي عام 1999، حصل على دبلوم جامعي في جراحة المناظير لعلاج العقم من جامعة كلود برنارد.